# Зубовщина (Псковська область)
Зубовщина (рос. Зубовщина) — присілок в Палкінському районі Псковської області Російської Федерації.
Населення становить 4 особи. Входить до складу муніципального утворення Палкінська волость.

## Історія
Від 2015 року входить до складу муніципального утворення Палкінська волость.

## Населення
| 2001 | 2002 | 2010 | 2016 |
| ---- | ---- | ---- | ---- |
| 6    | ↗7   | ↘5   | ↘4   |